# کسرائیان
کسرائیان یک نام خانوادگی است و ممکن است به یکی از موارد زیر اشاره داشته باشد:
- نصرالله کسرائیان (زادهٔ ۱۳۲۳)، عکاس ایرانی
- مانی کسراییان (زادهٔ ۱۳۵۵)، بازیگر ایرانی